# Ludwig Robert
Ernst Friedrich Ludwig Robert (oprindelig Liepmann Levin, født 16. december 1778, død 5. juli 1832) var en tysk forfatter, bror til Rahel Levin.
Robert blev først købmand, men studerede senere filosofi i Halle. Han lærte i Berlin Fichte at kende og gik over til kristendommen. En tid virkede han som attaché hos den russiske gesandt i Stuttgart, blev derpå optaget af tidens sceniske reformer og forsøgte sig selv som dramatiker.
Robert minder om det senere unge Tysklands digtere. Blandt hans arbejder må især nævnes tragedierne Die Macht der Verhältnisse, hans betydeligste værk, og Die Tochter Jephthas, lystspillet Kassius und Phantasus, komedien Ein Schicksalstag in Spanien og et par digtsamlinger.